# استیگ بلومبری
استیگ بلومبری (سوئدی: Stig Blomberg; ۱۶ اکتبر ۱۹۰۱ – ۱۹ دسامبر ۱۹۷۰) مجسمه‌ساز اهل سوئد بود.
از افتخارات وی میتوان به کسب مدال برنز مجسمه‌سازی تندیس در بخش مسابقات هنری بازی‌های المپیک تابستانی ۱۹۳۶ اشاره کرد.